# Portet
Portet är en kommun i departementet Pyrénées-Atlantiques i regionen Nouvelle-Aquitaine i sydvästra Frankrike. Kommunen ligger i kantonen Garlin som tillhör arrondissementet Pau. År 2022 hade Portet 162 invånare.

## Befolkningsutveckling
Antalet invånare i kommunen Portet
| Referens: INSEE |